# Kristiania-Bohemen
Kristiania-Bohemen, o Bohemios de Cristianía, fue un movimiento cultural y político originado en Noruega y fundado por el poeta y filósofo Hans Jæger junto con un grupo de artistas radicales y anarquistas.También es reconocido porque personalidades del arte como Edvard Munch, Christian Krohg u Oda Krohg formaban parte de la agrupación. Estuvo integrado por unos veinte hombres y varias mujeres. Su nombre alude a la denominación que recibía entonces Oslo, Christiania. 
Los Bohemios de Cristiania estaban vinculados al naturalismo, si bien el énfasis que ponían en los sentimientos también les vincula con el neorromanticismo. La influencia de este grupo, en especial Jæger, en Edvard Munch se evidencia en el uso por parte del pintor de conceptos cercanos al existencialismo y al absurdismo. 
Los Bohemios de Cristiania son también conocidos por sus Nueve Mandamientos Bohemios, que tienen sus orígenes en un artículo publicado en el número 8 de Impressionisten en febrero de 1889 que a menudo ha sido atribuido a Hans Jæger.
Estos mandamientos son:
1.Escribirás tu propia vida.
2.Cortarás tus lazos familiares.
3.Nunca podrás tratar a tus padres lo suficientemente mal. 
4.Nunca golpearás a tu prójimo por menos de cinco coronas. 
5.Odiarás y despreciarás a todos los granjeros, como Bjørnstjerne Bjørnson.
6.Nunca llevarás puños postizos de celuloide.
7.Descuida de no montar un escándalo en el Teatro de Cristiania. 
8.Nunca te arrepentirás.
9.Te quitarás la vida.